# Joseph W. Frazer
Joseph Washington "Joe" Frazer, född 4 mars 1892 i Nashville, Tennessee, död 7 augusti 1971 i  Newport, Rhode Island, var en amerikansk företagsledare inom bilindustrin.
Joe Frazer föddes i en burgen familj från den amerikanska Södern. Hans far var advokat och senare domare, hans mor var ättling till USA:s förste president George Washington. 
Efter utbildning vid några av landets bästa skolor började Frazer arbeta åt sin bror, som var återförsäljare för Packard i Nashville. Därifrån gick han vidare till Packard-agenturen i New York. Frazer började sedan jobba för General Motors och var med och byggde upp deras kreditbolag. Mellan 1923 och 1939 arbetade Frazer för Walter P. Chrysler, främst med marknadsföring. Han var med och byggde upp Chrysler Corporations två märken Desoto och Plymouth. 1939 gick Frazer till Willys-Overland, som led av svåra ekonomiska förluster. 
1944 köpte Joe Frazer in sig i biltillverkaren Graham-Paige och meddelade att företaget efter andra världskriget skulle bygga en helt ny bil under namnet Frazer. Tyvärr röstade styrelsen emot att återuppta biltillverkningen efter kriget och Frazer fick söka efter en ny finansiär. Han kom i kontakt med industrimagnaten Henry J. Kaiser och 1946 bildades Kaiser-Frazer Corp med Joe Frazer som VD. De bägge herrarna kom snart ihop sig. Den pragmatiske Frazer, som visste hur bilmarknaden varierar med åren, ville anpassa produktionen därefter, medan den dynamiske Kaiser bara accepterade en ständigt ökad produktion. 1949 lämnade Frazer VD-posten för en betydelselös position som styrelsens vice ordförande. Två år senare lades märket Frazer ned. Joe Frazer lämnade slutligen Kaiser Motors 1954.